# Пейве, Ян Вольдемарович
Ян (Янис) Вольдемарович Пейве (латыш. Jānis Peive; 1906—1976) — советский государственный деятель, агрохимик, специалист в области растениеводства. Академик АН Латвийской ССР (1946) и АН СССР (1966).

## Биография
Я. В. Пейве родился 3 августа 1906 года в селе Семенцово Псковской губернии. Брат Александра Пейве.
В 1925 году окончил Великолукский педагогический техникум, в 1929 — Всесоюзную сельскохозяйственную академию имени К. А. Тимирязева.
В 1929—1944 годах на научной работе во Всесоюзной сельскохозяйственной академии имени К. А. Тимирязева, затем в ВНИИ льна (Торжок): заведующий лабораторией, сектором, директор института. Доктор сельскохозяйственных наук (1940).
В 1944—1950 годах ректор Латвийской сельскохозяйственной Академии.
С организацией АН Латвийской ССР в 1946 году был избран действительным членом Академии (первый состав), в 1951—1959 годах президент Академии наук Латвийской ССР. Член-корреспондент Академии наук СССР (1953).
С 27 марта 1958 года по 12 июня 1966 года — председатель Совета Национальностей Верховного Совета СССР.
Одновременно с 27 ноября 1959 года по 23 апреля 1962 года — председатель Совета Министров Латвийской ССР.
С 1963 года — заведующий лабораторией биохимии микроэлементов Института физиологии растений имени К. А. Тимирязева Академии наук СССР.
Академик Академии наук СССР (1966). В 1966—1971 годах — главный учёный секретарь Президиума Академии наук СССР. В 1971—1976 годах — академик-секретарь Отделения общей биологии Академии наук СССР.
Кандидат в члены ЦК КПСС (1961—1966). Член ЦК КПСС (1966—1971). Депутат Верховного Совета СССР 4—7-го созывов. Член Совета комитета защиты мира и председатель Латвийского республиканского комитета защиты мира.

Могила Я. В. Пейве

Ян Вольдемарович Пейве скончался 13 сентября 1976 года в Москве. Похоронен на Новодевичьем кладбище в Москве.

## Членство в организациях
- 1940 — Член ВКП(б).
- 1946 — Академик АН Латвийской ССР.
- 1966 — Академик АН СССР.

## Научная деятельность
Основные работы Пейве относятся к химии и биохимии микроэлементов (бора, меди, молибдена и др.), агрохимии, почвоведению. Развил учение о роли микроэлементов в питании растений. Разработал методы агрохимического исследования почв и сконструировал приборы для определения калия, алюминия и подвижных гуминовых веществ в торфах и почвах подзолистой зоны.

## Публикации
- Linkopība, Rīgā, 1948;
- Augsnes pītišanas agrokimisķās metodes, Rīgā, 1949;
- Mikroelementu mēs lojums lauksaimnieciba, Rīgā, 1949;
- Проблемы борных удобрений в льноводном хозяйстве, «Доклады Всесоюзной Академии с.-х. наук им. В. И. Ленина», 1938, вып. 10 (19);
- Микроэлементы в сельском хозяйстве нечернозёмной полосы СССР, М., 1954;
- К вопросу о районировании применения солей кобальта и меди в сельском хозяйстве, в кн.: Микроэлементы в сельском хозяйстве и медицине. Труды Всесоюзного совещания по микроэлементам. Рига. март 1955 года, Рига, 1956.

## Награды и премии
- Герой Социалистического Труда (1969)
- 5 орденов Ленина[2]
- 3 ордена Трудового Красного Знамени[2]
- 2 ордена «Знак Почёта»[2]
- Ленинская премия (1964)

## Память
- В 1977 году в честь Я. В. Пейве была переименована улица Структору в Риге (в 1990 году восстановлено историческое название улицы).
- В 1978 году Почта СССР выпустила художественный маркированный конверт, посвящённый академику Я. В. Пейве.